# 陶梁民及其家眷墓
陶梁民及其家眷墓，位于中国广东省江门市新会区杜阮镇贯溪村攀头岭。陶梁民，明代三广公陶鲁次子，於正德十五年（1520年），戌边战死，时年38岁。该墓建于明嘉靖十九年（1540年）。墓中部为陶梁民及其妻陈氏合葬墓，左侧为陶梁民长子陶壮墓，右侧为陶梁民之母陶鲁董氏夫人墓。2003年，列入新会区文物保护单位。